# Béla Kárpáti
Béla Kárpáti (* 30. September 1929 in Felsőgalla; † 31. Dezember 2003 in Budapest) war ein ungarischer Fußballspieler. Mit der Nationalmannschaft seines Heimatlandes nahm er an den Fußball-Weltmeisterschaften 1954 und 1958 teil.

## Karriere
Béla Kárpáti begann seine fußballerische Laufbahn im Jahre 1946 bei ETO Győr. Für den Verein spielte Kárpáti, der auf der Position eines Verteidigers agierte, insgesamt 161 Mal. Er blieb bis ins Jahr 1955 bei dem Verein, konnte aber keinen Titel gewinnen, da zur damaligen Zeit fast ausschließlich Mannschaften aus der Hauptstadt Budapest um den nationalen Meistertitel kämpften. Nachdem Kárpáti bis 1955 in Győr aktiv gewesen war, wechselte er nach Budapest zu Vasas SC, wo er zusammen spielte, unter anderem mit Lajos Csordás, László Sárosi oder Dezső Bundzsák. Mit Vasas Budapest gelang Béla Kárpáti 1957 erstmals in seiner Karriere der Gewinn der ungarischen Fußballmeisterschaft, als man in der Tabelle den ersten Platz mit einem Punkt Vorsprung auf MTK Húngaria, heute bekannt unter dem Namen MTK Budapest, belegte. 1961 konnte er dann erneut den Meistertitel mit Vasas Budapest feiern. Des Weiteren gelangen ihm und dem Verein einige Siege im Mitropapokal. 1964 beendete Béla Kárpáti seine fußballerische Laufbahn und wurde Trainer. Er coachte unter anderem Vasas Budapest und Videoton FC, aber auch für kurze Zeit die ungarische Fußballnationalmannschaft.
In der ungarischen Fußballnationalmannschaft wurde Béla Kárpáti zwischen 1953 und 1958 19 Mal eingesetzt, ihm gelang kein Tor. Von Ungarns Nationaltrainer Gusztáv Sebes wurde er ins Aufgebot der Osteuropäer für die Fußball-Weltmeisterschaft 1954 in der Schweiz berufen. Bei dem Turnier kam er jedoch nicht zum Einsatz. Das ungarische Team indes, das als riesiger Favorit in die Weltmeisterschaft gegangen war, scheiterte im Endspiel völlig überraschend an der deutschen Mannschaft und verpasste damit den sicher geglaubten Weltmeistertitel durch ein 2:3 im Wankdorfstadion in Bern. Nachdem die Goldene Elf, wie Ungarns erfolgreiche Nationalmannschaft der frühen Fünfzigerjahre genannt wurde, infolge des niedergeschlagenen Volksaufstandes und der Flucht vieler Leistungsträger wie etwa Ferenc Puskás, Zoltán Czibor und Sándor Kocsis in den Westen, zerbrach, bekam Kárpáti auch eine größere Chance in der Nationalmannschaft. Als einer der wenigen aus der Weltmeisterschaftsmannschaft von 1954 spielte er auch noch die Fußball-Weltmeisterschaft 1958 in Schweden, wo er allerdings nur im Aufgebot stand und wie schon 1954 nicht eingesetzt wurde. Sein letztes Länderspiel bestritt Béla Kárpáti im September 1958 beim 1:3 in einem Qualifikationsspiel für die Fußball-Europameisterschaft 1960 im Olympiastadion Luschniki in Moskau gegen die Sowjetunion.